# Hassling-Ketling of Elgin
Ketling (Hassling-Ketling of Elgin) ist ein fiktionaler Charakter des Historien-Epos Pan Wołodyjowski von Henryk Sienkiewicz.
Der Schotte Ketling kam nach Polen-Litauen, als er Oberst der polnisch-litauischen Artillerie wurde im Dienste des polnischen Königs Johann II. Kasimir. Ketling heiratete Krystyna Drohojowska, die frühere Schwägerin seines Freundes Michał Wołodyjowski. 
Ketling kam ums Leben in der Belagerung von Kamieniec Podolski, als er sich zusammen mit seinem Freund Michał Wołodyjowski in die Luft sprengt, um nicht den Sieg der Osmanen über die Stadt hinnehmen und sich als Verräter der Römisch-katholischen Kirche fühlen zu müssen.
Die historische Person, auf die der Charakter teilweise basiert war Major Heyking, ein Söldner aus Kurland und der Kommandeur der polnischen Festung Kamieniec Podolski während des osmanisch-polnischen Kriegs 1672–76. 
In Jerzy Hoffmans 1969er Filmadaption wird Ketling gespielt von Jan Nowicki.